# 克勞迪娜魮
克勞迪娜魮（学名：Barbus claudinae）為輻鰭魚綱鯉形目鯉科的其中一個種。被IUCN列為瀕危保育類動物，分布於非洲Nyabarongo河流域，本魚身體圓筒形或瘦長，最後的背鰭鰭條單一而且鈣化不被有小齒狀突刺；吻尖的有發展良好的時常被具有一個中央的葉的唇，前面的觸鬚是被達到眼的前面側邊的長度超過後面的觸鬚，背鰭硬棘4枚；背鰭軟條8至9枚；臀鰭硬棘2至3枚；臀鰭軟條5至6枚，體長可達5公分。

## 扩展阅读
維基物種上的相關：克勞迪娜魮